# Occidryas nubigena
Occidryas nubigena är en fjärilsart som beskrevs av Hans Hermann Behr 1863. Occidryas nubigena ingår i släktet Occidryas och familjen praktfjärilar. Inga underarter finns listade i Catalogue of Life.